# Ichertswil

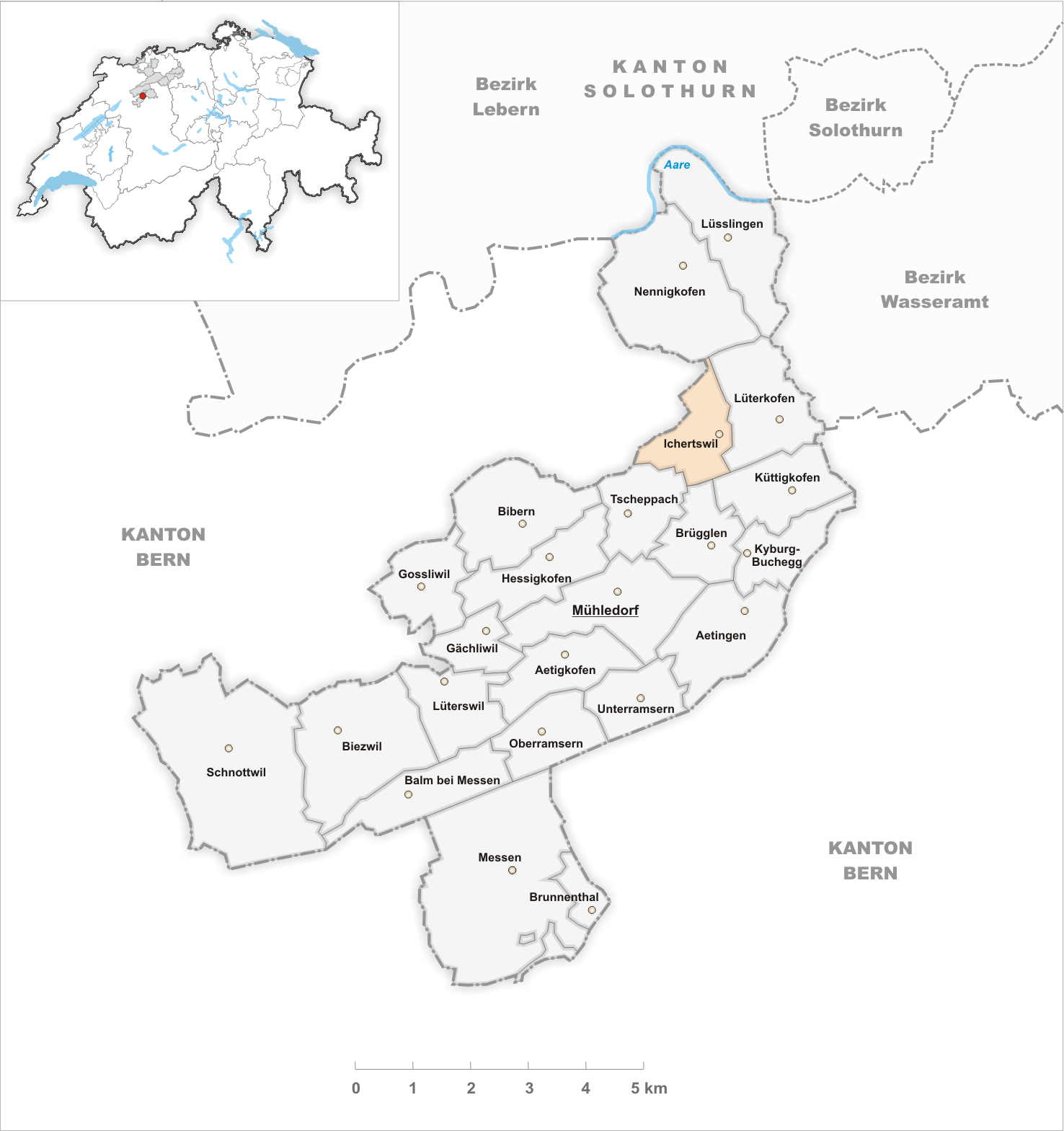
Gemeindestand vor der Fusion am 1. Januar 1961

Ichertswil ist eine Ortschaft in der Gemeinde Lüterkofen-Ichertswil im Schweizer Kanton Solothurn. 1961 fusionierte die damals selbständige Gemeinde Ichertswil mit der damaligen Gemeinde Lüterkofen zur heutigen Gemeinde Lüterkofen-Ichertswil.